# Битва у мыса Сан-Висенте (1833)
Битва у мыса Сан-Висенте (порт. Batalha do Cabo de São Vicente) – морское сражение, произошедшее 5 июля 1833 года во время гражданской войны в Португалии (1828–1834).
Стремясь прежде всего к усилению флота, поскольку контроль на море имел решающее значение для победы, лидер либералов Педру привлек (с молчаливого согласия поддержавшей его Великобритании) многих офицеров британского королевского флота. С помощью Джорджа Сарториуса, а затем Чарльза Нейпира он организовал небольшую эскадру, ядром которой были фрегаты «Дон Педру» (50 орудий), «Раинья де Португалия» (46), «Дона Мария» (42) и корветы «Вилла Флор» (18) и «Портаэнсе» (20).
Решающее сражение произошло в 1833 году. Высадившись на юге страны, армия либералов двинулась на север. Эскадра последовала за армией вдоль берега. Обогнув мыс Сан-Висенте, 3 июля она столкнулась с эскадрой мигелистов, состоявшей из трёх линейных кораблей (по 86 орудий на двух, 50 – на одном), фрегата (52 орудий), трех корветов, двух бригов и шебеки. 
Несмотря на значительное преимущество, мигелисты не атаковали. На следующий день обе эскадрильи маневрировали, чтобы занять лучшую исходную позицию. Не имея возможности участвовать в продолжительной артиллерийской дуэли, Нейпир решил произвести атаку на крупнейшие корабли противника и взять их на абордаж. Морское затишье, наступившее 4 июля, позволяло ему начать атаку, так как эскадру сопровождали несколько пароходов, которые могли отбуксировать его корабли к противнику. Однако их капитаны не пожелали подвергать опасности свои суда и отплыли, что сорвало план.
5 июля подул сильный ветер и завязался бой. Корабли Нейпира, идя угловым курсом, решительно атаковали корабли мигелистов, шедшие в двух кильватерных колоннах. Несмотря на шквальный артиллерийский огонь, они сумели взять корабли противника на абордаж. Три линейных корабля, фрегат и 18-пушечный корвет были захвачены, а второй корвет и два брига скрылись (правда, один из них вернулся и на следующий день сдался) в направлении Лиссабона. 
Либералы потеряли около 90 ранеными и убитыми; мигелисты – около 200-300 ранеными и убитыми. Победа на море ускорила победу либералов на суше и бегство Мигела.